# Hariet Baker
Hariet Baker (norv. Harriet Backer) (21. januar 1845 – 25. mart 1932) je bila norveška slikarka koja je poznata kao pionir među ženama umetnicama u nordijskim zemljama, kao i celoj Evropi. Najpoznatije su slike njenih enterijera sa dosta boje u prigušenim prostorijama.

## Biografija
Baker je rođena u bogatoj porodici u Holmestrandu, Vestfold, Norveška. Sa 12 godina se sa porodicom seli u Kristijaniji (danas Oslo), gde krece na casove crtanja i slikanja. Bila je cak i ucenica Eilifa Petersena i Leona Bonata. Studirala je u Minhenu (1874-1878) i bila povezana sa umetničkom školom Madam Trela u Parizu. U Parizu je zivela od 1878-1888. Dosta je putovala širom Evrope kao pratilac svojoj sestri, pijanistkinji Agati Baker - Grondal. Na tim putovanjima je takodje uzimala casove slikanja.
Studirala je u Parizu i Minhenu, gde je uglavnom bila pod uticajem impresionizma, iako se njen rad se uglavnom klasifikuje kao realizam. Nikada nije pripadala nijednoj slikarskoj skoli ali se njen rad obicno poredi sa onim sto je radio njen prijatelj Eilif Petersen. Od 1889-1912. godine je vodila skolu slikanja i uticala na razvoj brojnih mladih umetnika ukljucujuci i Henrika Lunda.
Hariet Beker je dobitnica nekoliko nagrada. Njeni radovi se nalaze u nekoliko najvecih muzeja i umetnickih kolekcija.

## Galerija
- Breton Interior
(1882)
- På blekevollen
(1886–87)
- Blue Interior
- Bygdeskomakere
(1887)
- Chez Moi
 (1887)
- Kone som syr
 (1890)
- Barnedåp i Tanum kirke
(1892)
- Storebror spiller
(1890)
- Ved lampelys
 (1890)
- Inngangskoner
 (1892)

## Ostali izvori
- Lange, Marit Ingeborg (1995). Harriet Backer. Gyldendal norsk forlag. ISBN 978-82-05-19301-7.
- Lange, Marit Ingeborg (1983). Harriet Backer, 1845-1932, Kitty L. Kielland, 1843-1914. ISBN 978-82-990568-5-4. (Stiftelsen Modums blaafarveværk).
- Kielland, Else Christie (1958). Harriet Backer, 1845-1932. Oslo: Aschehough.
- Durban, Arne (1951). Paintings from Norway: Popular pictures by Harriet Backer, Frits Thaulo, Gerhard Munthe and Theodor Kittelsen. (Forlaget Norsk Kunatreproduksjon)
- Lone, Erling (1924). Harriet Backer: med en skildring av barndoms. Kristiania: Aschehoug.